# Strumigenys marleyi
Strumigenys marleyi är en myrart som beskrevs av Arnold 1914. Strumigenys marleyi ingår i släktet Strumigenys och familjen myror. Inga underarter finns listade i Catalogue of Life.